# Juan Pablo Valencia
Valencia  González est un nom espagnol. Le premier nom de famille, en général paternel, est Valencia ; le second, en général maternel, souvent omis, est González.
Juan Pablo Valencia González, né le 2 mai 1988 à Medellín, est un coureur cycliste colombien.

## Biographie
Au début des années 2010, il évolue chez Calzaturieri Montegranaro Marini Silvano, une équipe amateur italienne. 
En 2012, alors qu'il n'est que stagiaire au sein de l'équipe Colombia-Coldeportes, pour sa quatrième course en professionnel, il termine deuxième du Tour de Vénétie-Coppa Placci derrière Oscar Gatto. Cette performance lui permet de passer professionnel avec l'équipe, à 24 ans.
Fin 2014, il prolonge son contrat avec la formation Colombia. En 2015, il se classe 87e du Tour d'Espagne, l'unique grand Tour qu’il a disputé. Fin 2015, à la cessation d'activités de l'équipe Colombia, il cesse la compétition cycliste, mais reste vivre à Sarnico, près de Bergame. Il suit une formation pour être directeur sportif chez Calzaturieri Montegranaro, formation espoir du centre de l'Italie.
Début 2019, Juan Pablo est arrêté en Italie pour trafic de cocaïne. Il acheminait des sachets de drogue dans les tubes de son vélo. Lors de son arrestation, il est retrouvé dix-sept sachets de quelque vingt grammes chacun dans son vélo. Après investigations, les Carabinieri trouvent également quarante grammes de cocaïne pure et 4 000 euros. Après un mois d'incarcération, il est assigné à résidence dans l'attente de son jugement.

## Palmarès
- 2010
  -  Champion de Colombie sur route espoirs
- 2011
  - 2e du Circuito delle Stelle
  - 2e du Giro del Valdarno
- 2012
  - Trofeo SS Addolorata
  - 2e du Grand Prix de la ville de Montegranaro
  - 2e du Grand Prix de la ville de Felino
  - 2e du Tour de Vénétie-Coppa Placci

## Résultats sur les grands tours

### Tour d'Espagne
1 participation
- 2015 : 87e

## Classements mondiaux
| Année            | 2008 | 2009 | 2010 | 2011 | 2012 |
| ---------------- | ---- | ---- | ---- | ---- | ---- |
| UCI America Tour | 387e |      |      |      |      |
| UCI Europe Tour  |      |      |      |      | 225e |

## Palmarès sur piste

### Championnats de Colombie
- Medellín 2010
  -  Médaillé d'or de la course scratch[6].